# Independence Party of America
De Independence Party of America (Nederlands: Onafhankelijkheidspartij van Amerika) is een Amerikaanse centristische partij die in 2007 werd opgericht.

## Oprichting en standpunten
Op 23 september 2007 werd de Independence Party of America (IPA) opgericht door activisten van de Independence Party of New York (tegenwoordig een afdeling van de federale IPA).
De IPA streeft naar een partijloze benadering van problemen. Volgens de IPA worden problemen en kwesties tegenwoordig te veel partijpolitiek bekeken. De IPA wil dat de politiek verschillende oplossingen voor problemen in overweging neemt en daar uit de beste oplossing kiest. Vanwege deze opvatting is het logisch dat de IPA geen duidelijke standpunten inneemt. Wel is duidelijk dat de partij voorstander is van een liberale economie en in ethische kwesties gematigde opvattingen op na houdt. De partij steunt bij verkiezingen kandidaten van diverse partijen. Bij de burgemeestersverkiezingen van 2008 in New York steunde de Independence Party of New York de kandidatuur van zittend burgemeester Michael Bloomberg.
Pogingen in 2009 om de Reform Party van Ross Perot in te lijven werd in december 2009 door een rechter in New York afgewezen omdat deze oordeelde dat niet Ross, maar David Collison de legitieme voorzitter van de Reform Party is.
De huidige voorzitter van de IPA is Frank MacKay (2007-). De voormalige onafhankelijke senator Dean Barkley treedt op als adviseur van de partij.

## Logo
Het logo van de partij is een Amerikaanse zeearend met op de achtergrond een "I".

## Aangesloten partij in de afzonderlijkestaten
- Independence Party of New York (2007)
- Independence Party of Minnesota (26 januari 2008)
- Independent Green Party of Virginia (10 januari 2008)
- Pennsylvania Reform Party (2008)
- De afdeling in Texas slaagde er niet in om voldoende handtekeningen te vergaren om te worden geregistreerd in die staat.[3]